# 御所浦町立嵐口小学校
御所浦町立嵐口小学校（ごしょうらちょうりつ あらくちしょうがっこう）は、熊本県天草郡御所浦町嵐口（現・天草市）にあった小学校。

## 沿革
- 1879年（明治12年） - 簡易科嵐口小学校設置
- 1890年（明治23年） - 御所浦簡易小学校嵐口分教場と改称
- 1891年（明治24年）9月 - 御所浦尋常高等小学校嵐口分教場と改称
- 1901年（明治34年）12月 - 御所浦尋常高等小学校から独立し、嵐口尋常小学校となる
- 1921年（大正10年）4月 - 嵐口尋常高等小学校と改称
- 1941年（昭和16年） - 嵐口国民学校と改称。外平分校設置
- 1947年（昭和22年） - 御所浦村立嵐口小学校と改称
- 1963年（昭和38年） - 御所浦町立嵐口小学校と改称
- 2003年（平成15年） - 外平分校廃止
- 2005年（平成17年） - 御所浦小学校へ統合